# Light Ray Tracing
Der Begriff Light Ray Tracing, auch Backward Ray Tracing, Forward Ray Tracing oder Light Tracing genannt, bezeichnet einen Algorithmus zur Bildsynthese, der auf Raytracing basiert.
Es handelt sich dabei um eine Umkehrung des normalen Raytracing-Verfahrens. Dabei werden die Strahlen von den Lichtquellen ausgesendet, bis sie ins Leere gehen oder die Bildfläche des Beobachters erreichen. Light Ray Tracing ist – wie auch Path Tracing – in der Lage, die globale Beleuchtung zu ermitteln. Beide Verfahren arbeiten jedoch in unterschiedlichen Situationen unterschiedlich effizient.
Light Ray Tracing hat den Nachteil, dass von den vielen, von den Lichtquellen ausgesandten Strahlen die meisten ins Leere treffen und weniger die Bildebene treffen. Dadurch werden sehr viele Strahlen unnötigerweise losgeschickt. Das Verfahren hat allerdings auch den Vorteil, dass bestimmte Lichteffekte wie etwa Kaustiken einfacher simuliert werden können als beim normalen Raytracing.
Durch Photon Mapping oder Path-Tracing-Erweiterungen wie Bidirectional Path Tracing ist es möglich, die Vorteile der Simulationen vom Beobachter und von den Lichtquellen aus zu vereinen.